# ويلسون ويتزل
ويلسون خوسيه ويتزل (من مواليد 19 فبراير 1968) سياسي برازيلي ومحامي كان الحاكم الثالث والستين لولاية ريو دي جانيرو. عضو في الحزب المسيحي الاجتماعي، ويتزل هو قاض فيدرالي سابق وعضو سابق في البحرية. في 28 أكتوبر 2018 تم انتخابه حاكم ولاية ريو دي جانيرو لمدة أربع سنوات تبدأ في يناير 2019، ليحل محل لويس فرناندو بيزاو، حتى عزله في أبريل 2021.
ويتزل حاصل على درجة الماجستير في القانون المدني، وكان أستاذًا في القانون الجنائي لأكثر من 20 عامًا. كقاض فيدرالي خدم في محاكم مدنية وجنائية مختلفة في ريو دي جانيرو وفيتوريا (إسبريتو سانتو).

## سيرته
كحليف للرئيس اليميني المتطرف جاير بولسونارو تم انتخاب ويتزل بعد أن وعد بـ «تصفية» عصابات المخدرات. تولى ويلسون ويتزل منصبه رسميًا كحاكم لولاية ريو دي جانيرو في 1 يناير 2019. ومع ذلك نظرًا لتقلد جاير بولسونارو منصب رئيس البرازيل في نفس اليوم، تم تأجيل حفل ويتزل إلى 2 يناير 2019. في مراسمه كان لدى ويتزل «وشاحًا خاصًا للحاكم» تم تسليمه إليه من قبل القائم بأعمال الحاكم فرانسيسكو دورنيليس. ومع ذلك فإن هذه الممارسة ليست رسمية في ولاية ريو دي جانيرو، ولم تكن تقليدًا في احتفالات الولاية.
في سبتمبر / أيلول 2019 عقب مقتل فتاة تبلغ من العمر ثماني سنوات، تظاهر المئات بغضب في مجمع كومبليكسو دو أليماو فافيلا حيث تم إطلاق النار فيها. في 14 أبريل 2020 كانت نتيجة اختبار ويتزل إيجابية لـ كوفيد 19. تم فتح عملية عزل ضد ويتزل في 11 يونيو 2020 فيما يتعلق بتهم الفساد بشأن اختلاس أموال فيروس كورونا. في 28 أغسطس 2020 أوقفت محكمة العدل العليا ويتزل من سلطاته وواجباته بسبب تحقيق يتعلق بعمليات احتيال في الحصول على الإمدادات أثناء جائحة كوفيد 19.